# Alias Mr & Mrs Smith
Alias Mr. & Mrs. Smith (originaltitel: Mr. & Mrs. Smith) var en TV-serie som sändes i mindre än en säsong under 1996. Serien följde två fiktiva spioner spelade av Scott Bakula och Maria Bello som försökte hålla sin egen bakgrund hemlig medan de tog reda på så mycket de kunde om sin partners liv.

## Seriens tillkomst

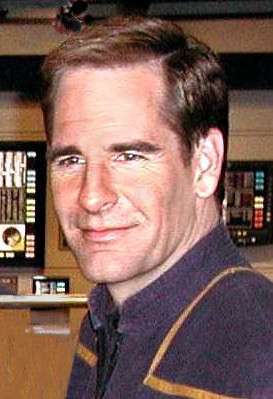
Scott Bakula

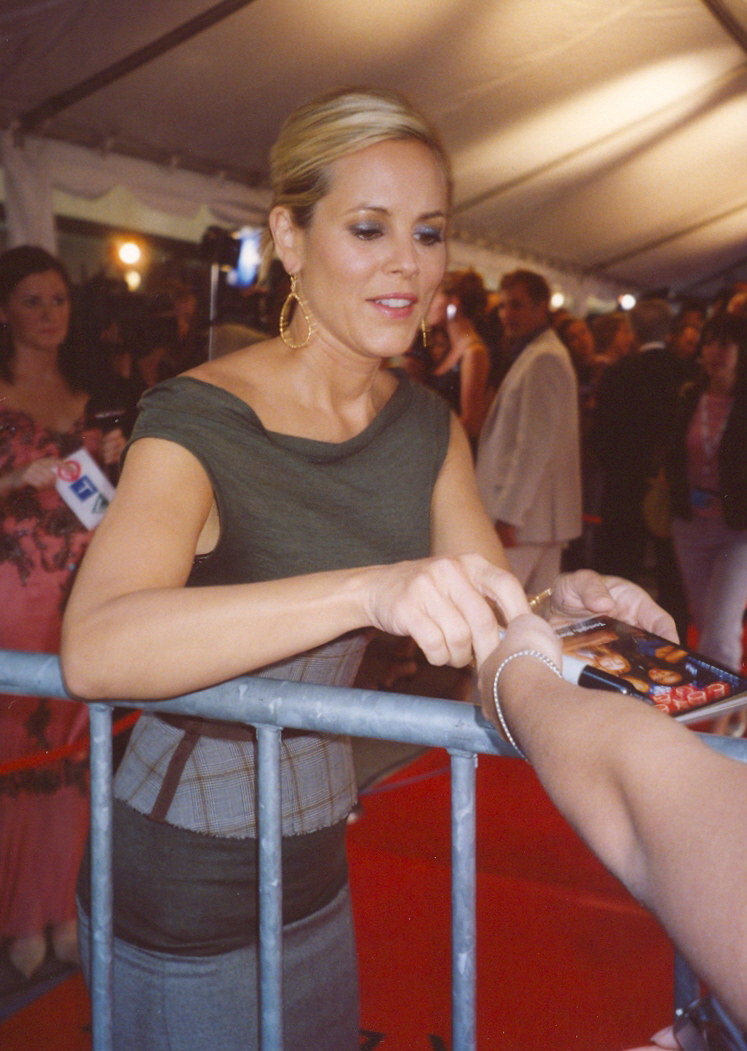
Maria Bello

Alias Mr & Mrs Smith hade premiär den 20 september 1996. Bakom serien stod två författare som tidigare skrivit för bl.a. Remington Steele och Magnum, men aldrig haft någon hitserie för egen del. Som producent stod bl.a. Scott Bakula, som nyligen haft stora framgångar under fyra år med TV-serien Quantum Leap - han spelade även den manliga huvudrollen. Den kvinnliga huvudrollen Maria Bello var en relativ nykomling i TV-branschen, men skulle snart bli upptäckt i serien Cityakuten.

## Seriens grundidé
Seriens stil är en sorts samtida screwball-komedi där många av avsnittens spänningsscener presenteras med split screen-teknik.
Två nutida spioner, mr Smith och mrs Smith (båda pseudonymer), möts under ett uppdrag, ovetande om att de arbetar på samma fall från olika vinklar. När misstaget upptäcks och de inser att det finns någon typ av attraktion mellan dem, sätter deras gemensamma arbetsgivare, The Factory, och deras chef, Mr Big, förhinder för en naturlig utveckling av deras förhållande. De kan inte riskera att andra får reda på deras bakgrund, eller ens deras verkliga namn, eftersom det kan äventyra framtida uppdrag. Trots detta hinder tvingas paret ofta gå under täckmantel som gift par för att nästla sig in där enskilda agenter inte har tillträde.
Serien filmades i Seattle, Washington.

## Seriens fortsatta liv
Serien lades ner efter att enbart åtta veckor. Då återstod fyra filmade avsnitt att visa som förblev osända. Det sista avsnittet visades den 8 november 1996.

## Avsnittslista
- 1. Pilot
- 2. The Suburban Episode
- 3. The Second Episode
- 4. The Poor Pitiful Put-Upon Singer Episode
- 5. The Grape Escape
- 6. The Publishing Episode
- 7. The Coma Episode
- 8. The Kidnapping Episode
- 9. The Space Flight Episode

Avsnitt som inte visades i första omgången:
- 10. The Big Easy Episode
- 11. The Impossible Mission
- 12. The Bob Episode
- 13. The Sins of the Father Episode

## På svensk TV, och DVD-utgåvor
Serien har i Sverige visats på SVT och Kanal 5. Då har samtliga 13 avsnitt visats.
Serien har inte givits ut på DVD.